# Završe, Mislinja
Završe so naselje v Občini Mislinja.